# Ås
Ås – norweskie miasto i gmina leżąca w regionie Akershus.
Ås jest 384. norweską gminą pod względem powierzchni.

## Demografia
Według danych z roku 2005 gminę zamieszkuje 14 472 osób. Gęstość zaludnienia wynosi 140,82 os./km². Pod względem zaludnienia Ås zajmuje 68. miejsce wśród norweskich gmin.
| ludność stan na 1 stycznia 2005 |         |           |        |
|                                 | kobiety | mężczyźni | razem  |
| osób                            | 7277    | 7195      | 14 472 |
| %                               | 50,28%  | 49,72%    | 100%   |

| wykształcenie stan na 1 października 2004 |        |         |        |        |
|                                           | podst. | średnie | wyższe | niezn. |
| osób                                      | 1522   | 5436    | 3483   | 590    |
| %                                         | 13,8%  | 49,28%  | 31,57% | 5,35%  |

## Edukacja
Według danych z 1 października 2004:
- liczba szkół podstawowych (norw. grunnskolar): 10
- liczba uczniów szkół podst.: 2261

## Władze gminy
Według danych na rok 2011 administratorem gminy (norw. rådmann) jest Marit Roxrud Leinhardt, natomiast burmistrzem (norw. ordfører, d. borgermester) jest Johan Alnes.